# Soledat Woessner i Casas
Soledat Woessner i Casas (Barcelona, 1931) és una metgessa catalana, especialista en anàlisis clíniques i en hematologia i hemoteràpia.
De pare alemany i mare catalana, va passar part de la seva infantesa a Alemanya. Es llicencià en medicina a la Universitat de Barcelona, on fou alumne de Pere Farreras i Valentí i número dos de la seva promoció, i s'especialitzà en hematologia i hemoteràpia.
És cap de Secció de Microscòpia electrònica i Cap de Servei d'Anàlisis Clíniques de l'Hospital de la Creu Roja de Barcelona. També és directora de l'Escola de Citologia Hematològica Soledat Woessner-IMAS. Des del 1979 al 1981 fou presidenta de la Societat Catalana d'Hematologia i Hemoteràpia.
És membre numerari de la Reial Acadèmia de Medicina de Catalunya i membre del Comitè Tècnic de la Fundació Josep Carreras. L'any 1997 fou distingida amb la Creu de Sant Jordi de la Generalitat de Catalunya i el 2005 amb el Premi Gol i Gurina de l'Acadèmia de Ciències Mèdiques de Catalunya i Balears.

## Obra
- Ultraestructura celular en hematología (1976) amb Ciril Rozman i Borsnar
- La Citología óptica en el diagnóstico hematológico (1984) amb altres.
- Técnicas en citología hematológica: morfología, citoquímica, inmunología, ultraestructura, cultivos in vitro, citogenética y biopsias medulares (1990) ISBN 9788486193317
- Feminització de la professió mèdica (2009)